# Behind Blue Eyes
Behind Blue Eyes – ballada rockowa angielskiego zespołu rockowego The Who. Został wydany na singlu w listopadzie 1971, jako druga mała płyta z ich piątej płyty Who’s Next. Piosenka została skomponowana przez Pete’a Townshenda dla jego projektu Lifehouse. Jest to jeden z najbardziej znanych utworów brytyjskiej grupy, był wielokrotnie nagrywany, m.in. przez formację Limp Bizkit.

## Charakterystyka utworu
Piosenka zaczyna się solowym wokalem śpiewanym przy współbrzmiącej gitarze akustycznej w tonacji e-moll, co trwa aż do końca utworu. Gitara basowa i subtelne harmonie zostają dodane później. Gdy drugi temat pojawia się blisko końca, piosenka przekształca się w pełno wymiarowy rockowy hymn. Ostatecznie jednak kończy się krótkotrwałą cichszą repryzą pierwszego tematu. Dzieło napisane w formie naprzemiennych sekcji było czymś charakterystycznym dla ówczesnej gry Townshenda. Kończący partię rockowej dumy riff gitarowy użyty jest także po łączniku w innej piosence formacji z tego samego albumu – „Won't Get Fooled Again”.

### Listy przebojów
| Kraj              | Lista (1971)      | Pozycja |
| ----------------- | ----------------- | ------- |
| Stany Zjednoczone | Billboard Hot 100 | 34      |

### Certyfikaty i sprzedaż
| Kraj                  | Certyfikat    | Sprzedaż |
| --------------------- | ------------- | -------- |
| Wielka Brytania (BPI) | srebrna płyta | 200 000+ |

## Wersja Limp Bizkit
Utwór „Behind Blue Eyes” nagrany przez zespół Limp Bizkit został wydany 24 listopada 2003 roku na singlu, który promował album Results May Vary.
Teledysk do utworu nakręcono w jednym z amerykańskich więzień.

### Listy przebojów
| Główne listy                     | Pozycja |
| Australia                        | 20      |
| Billboard Hot 100                | 4       |
| Billboard Hot Digital Songs      | 3       |
| Billboard Pop 100                | 1       |
| Billboard Modern Rock Tracks     | 52      |
| Billboard Mainstream Rock Tracks | 11      |
| Kanada – Hot 100                 | 20      |
| Izrael                           | 14      |
| Niemcy                           | 3       |
| Nowa Zelandia                    | 1       |
| Hiszpania                        | 1       |
| Szwecja                          | 1       |

### Certyfikaty i sprzedaż
| Kraj                      | Certyfikat         | Sprzedaż |
| ------------------------- | ------------------ | -------- |
| Australia (ARIA)          | platynowa płyta    | 70 000+  |
| Dania (IFPI Danmark)      | złota płyta        | 45 000+  |
| Niemcy (BVMI)             | 2x platynowa płyta | 600 000+ |
| Norwegia (IFPI Norge)     | złota płyta        | 5 000+   |
| Nowa Zelandia (RMNZ)      | złota płyta        | 5 000+   |
| Stany Zjednoczone (RIAA)  | złota płyta        | 500 000+ |
| Szwajcaria (IFPI Schweiz) | złota płyta        | 20 000+  |
| Wielka Brytania (BPI)     | srebrna płyta      | 200 000+ |